# Тойкино (Марий Эл)
Тойкино (мар. Тойкан) — деревня в Медведевском районе Республики Марий Эл. Входит в состав Пекшиксолинского сельского поселения.

## География
Находится на расстоянии приблизительно 4 км на запад по прямой от северо-западной окраины города Йошкар-Ола.

## История
Известна с 1795 года как выселок из 7 дворов из деревни Большой Яшнур. В 1859 году здесь (уже околоток Тойкино деревни Малая Ошурга) имелось 12 дворов и 115 жителей, в 1886 29 дворов и 192 жителя, в 1917 году 152 жителя. В дальнейшем количество дворов и жителей изменялось по годам следующим образом: 1923 — 34 и 176, 1936 — 37 и 173, 1944 — 34 и 130, 1959 — 34 и 133, 1974 — 25 и 115. В советское время работали колхозы «У илыш» и имени Маленкова.

## Население
Население составляло 76 человек (мари 65 %, русские 32 %) в 2002 году, 226 в 2010.